# Département Haute-Marne
Das Département de la Haute-Marne [otˈmaʀn] ist das französische Département mit der Ordnungsnummer 52. Es liegt im Nordosten des Landes in der Region Grand Est – vor 2016 Champagne-Ardenne – und ist nach dem Fluss Marne benannt.

## Geographie
Das Département grenzt im Norden an die Départements Marne und Meuse, im Osten an das Département Vosges, im Südosten an das Département Haute-Saône, im Südwesten an das Département Côte-d’Or und im Westen an das Département Aube.
Im Südwesten, an der Grenze zum Département Côte-d’Or, liegt der Nationalpark Forêts.

## Geschichte
Das Département wurde am 4. März 1790 hauptsächlich aus Teilen der Provinz Champagne gebildet, einige Landstriche im Südwesten gehörten vorher zu Burgund.
Von 1960 bis 2015 gehörte das Département zur Region Champagne-Ardenne, die 2016 in der Region Grand Est aufging.

## Wappen
Beschreibung: In Blau ein silberner Pfahl von goldenen Mäander zu beiden Seiten begleitet.

## Städte
Die bevölkerungsreichsten Gemeinden des Départements Haute-Marne sind:
| Stadt        | Einwohner (2022) | Arrondissement |
| ------------ | ---------------- | -------------- |
| Saint-Dizier | 22.811           | Saint-Dizier   |
| Chaumont     | 21.418           | Chaumont       |
| Langres      | 7.683            | Langres        |

## Verwaltungsgliederung
Das Département Haute-Marne gliedert sich in 3 Arrondissements, 17 Kantone und 428 Gemeinden:
| Arrondissement          | Kantone | Gemeinden | Einwohner 1. Januar 2022 | Fläche km² | Dichte Einw./km² | Code INSEE |
| ----------------------- | ------- | --------- | ------------------------ | ---------- | ---------------- | ---------- |
| Chaumont                | 8       | 158       | 61.317                   | 2.476,52   | 25               | 521        |
| Langres                 | 5       | 157       | 42.581                   | 2.163,79   | 20               | 522        |
| Saint-Dizier            | 8       | 111       | 65.967                   | 1.571,44   | 42               | 523        |
| Département Haute-Marne | 17      | 426       | 169.865                  | 6.211,75   | 27               | 52         |

Siehe auch:

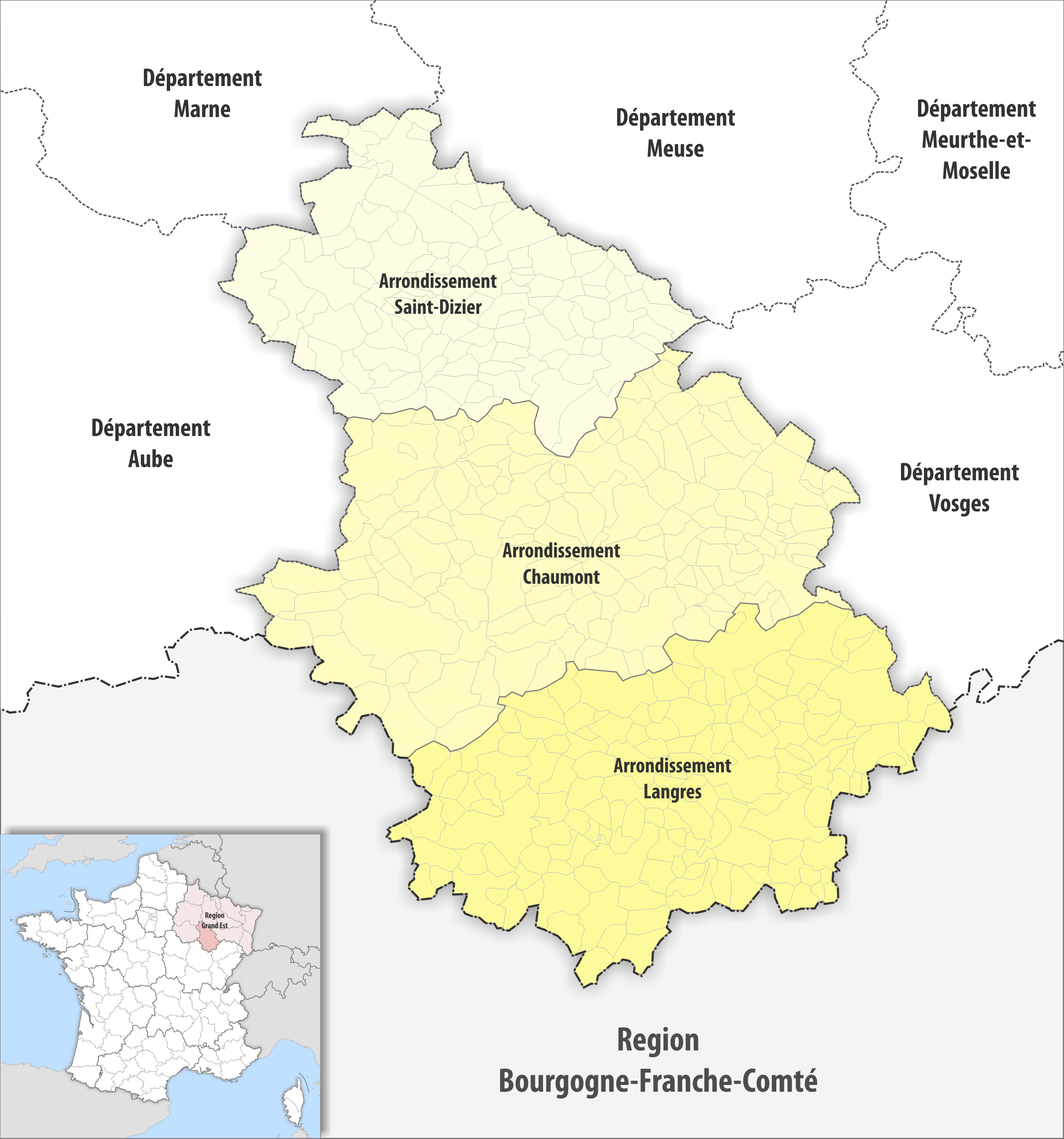
Gemeinden und Arrondissemente im Département Haute-Marne

- Liste der Gemeinden im Département Haute-Marne
- Liste der Kantone im Département Haute-Marne
- Liste der Gemeindeverbände im Département Haute-Marne